# Alfa Romeo 156
Alfa Romeo 156 (тип 932) — седан і універсал, що випускався компанією Alfa Romeo з 1997 до 2005 року.

## Опис
Над виглядом 156-ї Альфи, крім центру стилю Alfa Romeo, працювали ательє Pininfarina, Bertone та ItalDesign. Але все ж творцем цього шедевра стали Вальтер де Сільва та його команда з центру стилю Alfa Romeo, в 1997 році вони зуміли створити автомобіль, форми якого багато в чому випередили свій час, деякі деталі були зайво радикальними, деякі, навпаки, несли в собі риси ретро-стилю, але в цілому вдалося створити справжній італійський автомобіль зі спортивним духом. Деякі деталі, застосовані в конструкції 156-ї, нині можна бачити на багатьох автомобілях (ручки відкривання задніх дверей, задні вузькі ліхтарі і т. д.), що зайвий раз підкреслює прагнення до новаторства.
Підвіска Alfa Romeo 156 Sportwagon була розроблена спільно FIAT і Alfa Romeo. Спереду багатоважільна, ззаду стійки McPherson. Для зменшення ваги машини в конструкції збільшений вміст легких металів, зокрема магнію, з якого виготовлені підставу приладової панелі, деталі кермового управління, каркас передніх сидінь.

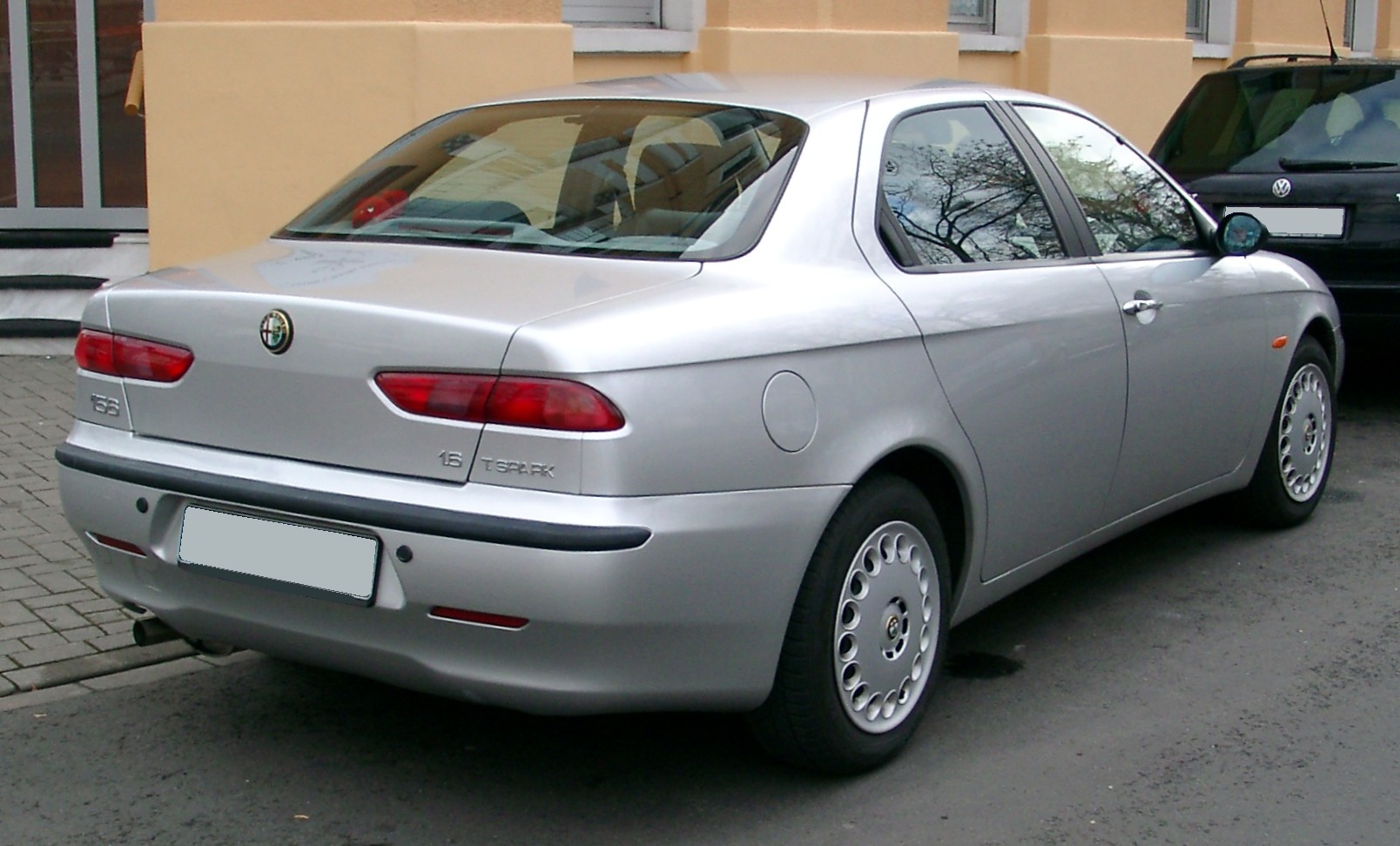
Alfa Romeo 156 (1997—2003)
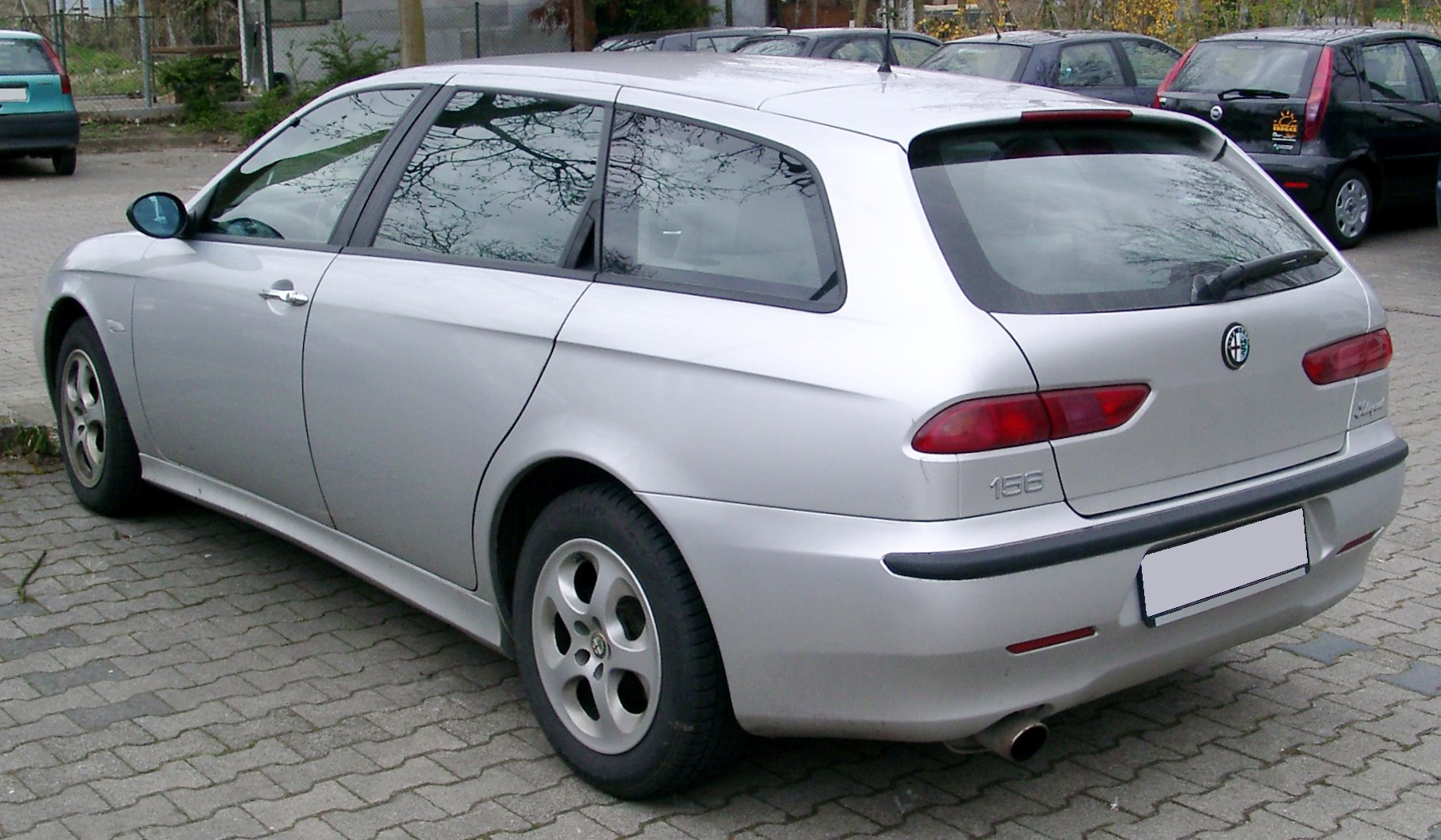
Alfa Romeo 156 Sportwagon (2000—2003)
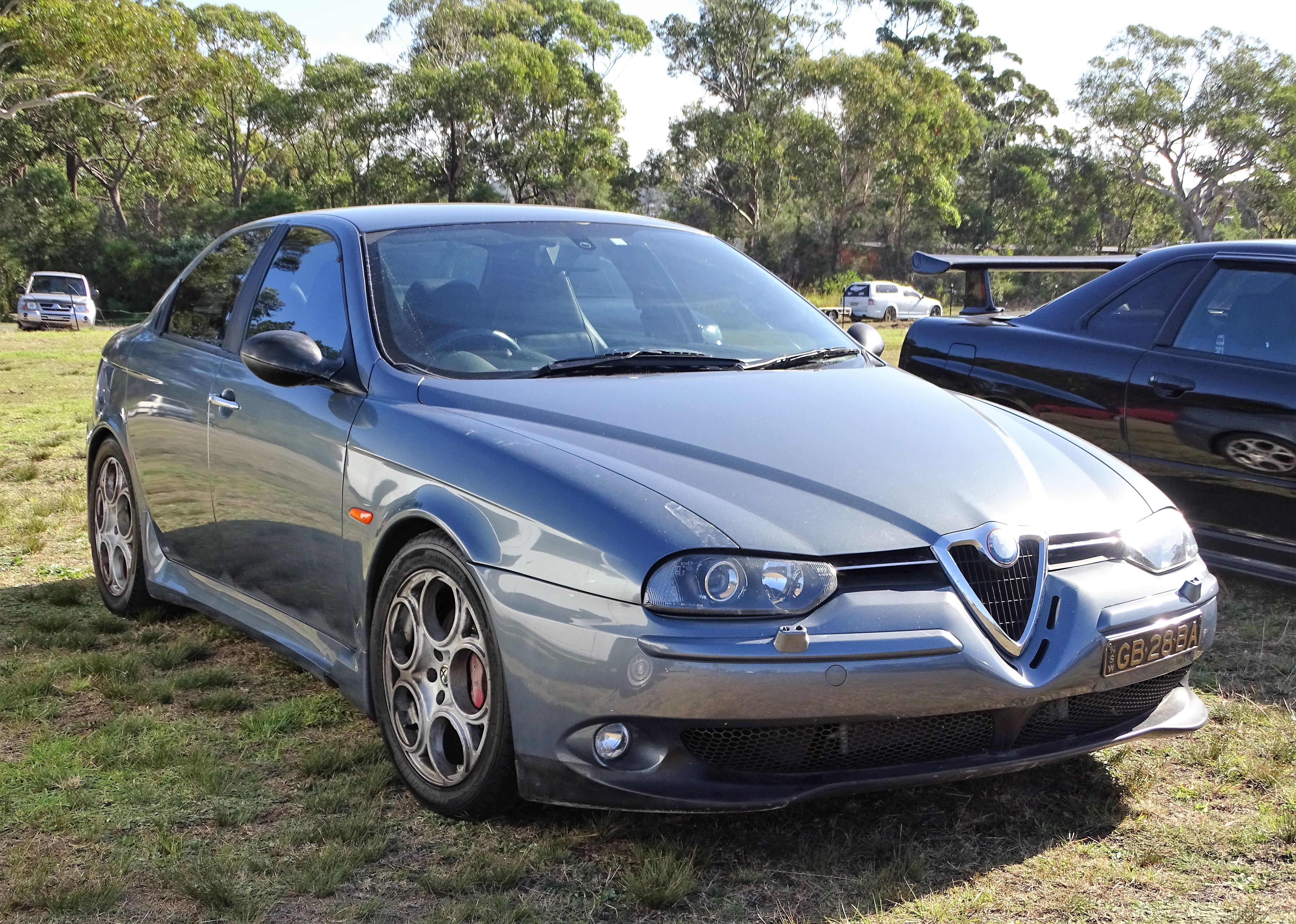
Alfa Romeo 156 GTA (2001—2005)
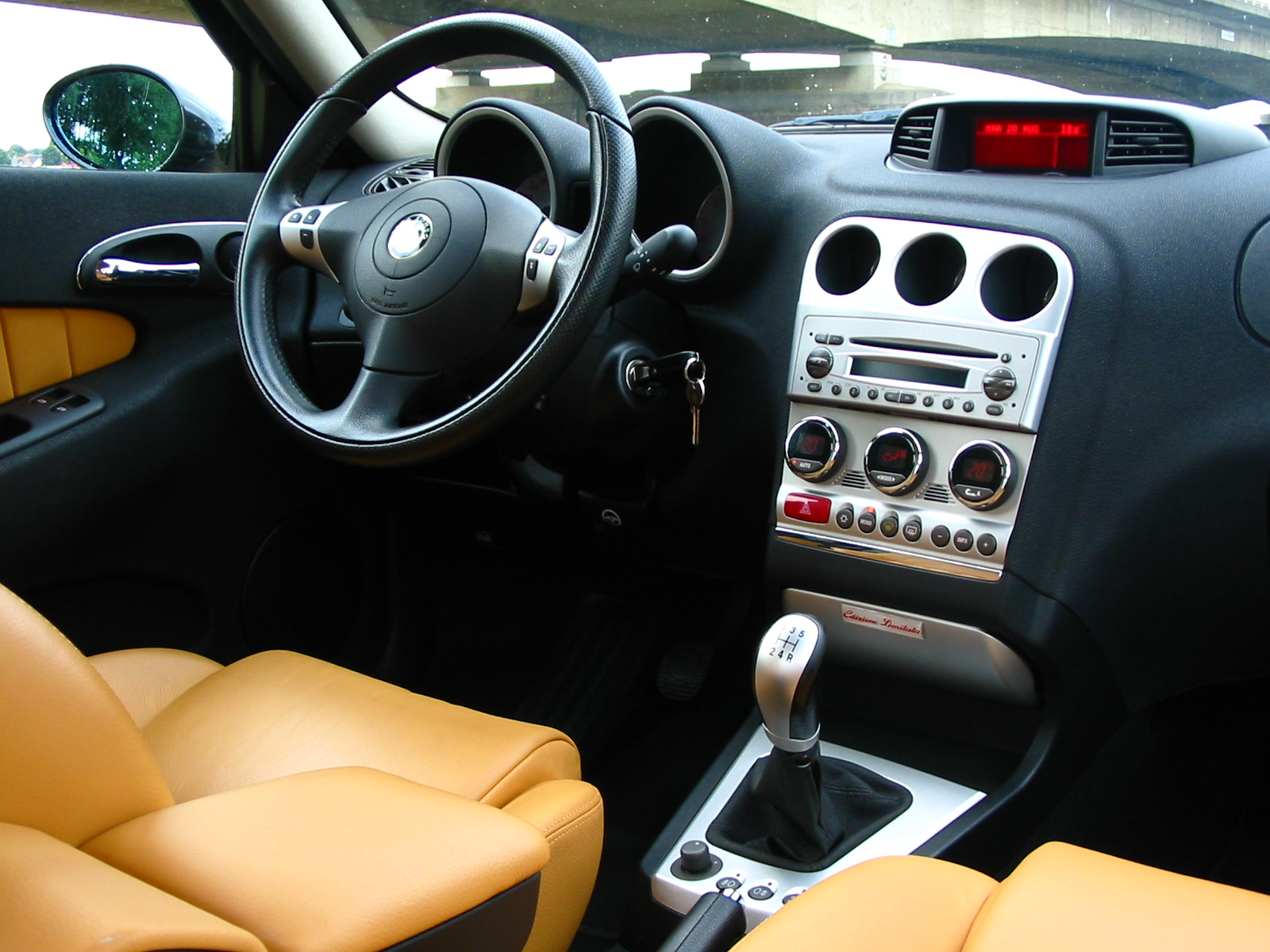

156-а випускалася такою аж до початку 2002 року, коли вона піддалася незначному фейс-ліфтинг, зробленому на студії ItalDesign самим Джорджетто Джуджаро. Зміни торкнулися лише салону автомобіля, зовні він залишився тим самим. А в 2003 році косметичні зміни торкнулися і зовнішності автомобіля: інша передня оптика, ґрати радіатора і емблема, і зовсім небагато змінені лінії в задній частині автомобіля. Впізнати пост-рестайлінгові моделі можна за спеціальними накладкам на передніх крилах з написом «Design Giugiaro». 
Базова комплектація автомобіля включає в себе: іммобілайзер, електропровідні передні вікна, регульоване сидіння водія, аналоговий годинник, тахометр, ABS, EBD, підсилювач керма, замки безпеки, укріплене скло і додатковий стоп-сигнал. Як опціональні комплектуючі можуть виступати: 17-дюймові легкосплавні диски, шість подушок безпеки і шкіряна оббивка салону. 
Alfa Romeo 156 спочатку оснащувався 2,0-літровим, 16-клапанним двигуном TS, але в 2003 році був вдосконалений до 2,0-літрового JTS - це був справжній технологічний прорив. Максимальна швидкість JTS досягала 220 км / год, а час розгону автомобіля з 0 до 100 км / год за 8,2 секунди. Для автомобіля, також, доступний 2,5-літровий 6-циліндровий двигун, з максимальною швидкістю 230 км / год і розгоном до 100 км / год за 7,3 сек. Мотори машини працюють в парі з 6-ступінчастою механічною коробкою передач або ж 4-ступінчастою автоматичною Q-System.
У 2005 році Alfa Romeo 156 замінила модель 159, яку вже цілком розробляв Джорджетто Джуджаро і студія ItalDesign.

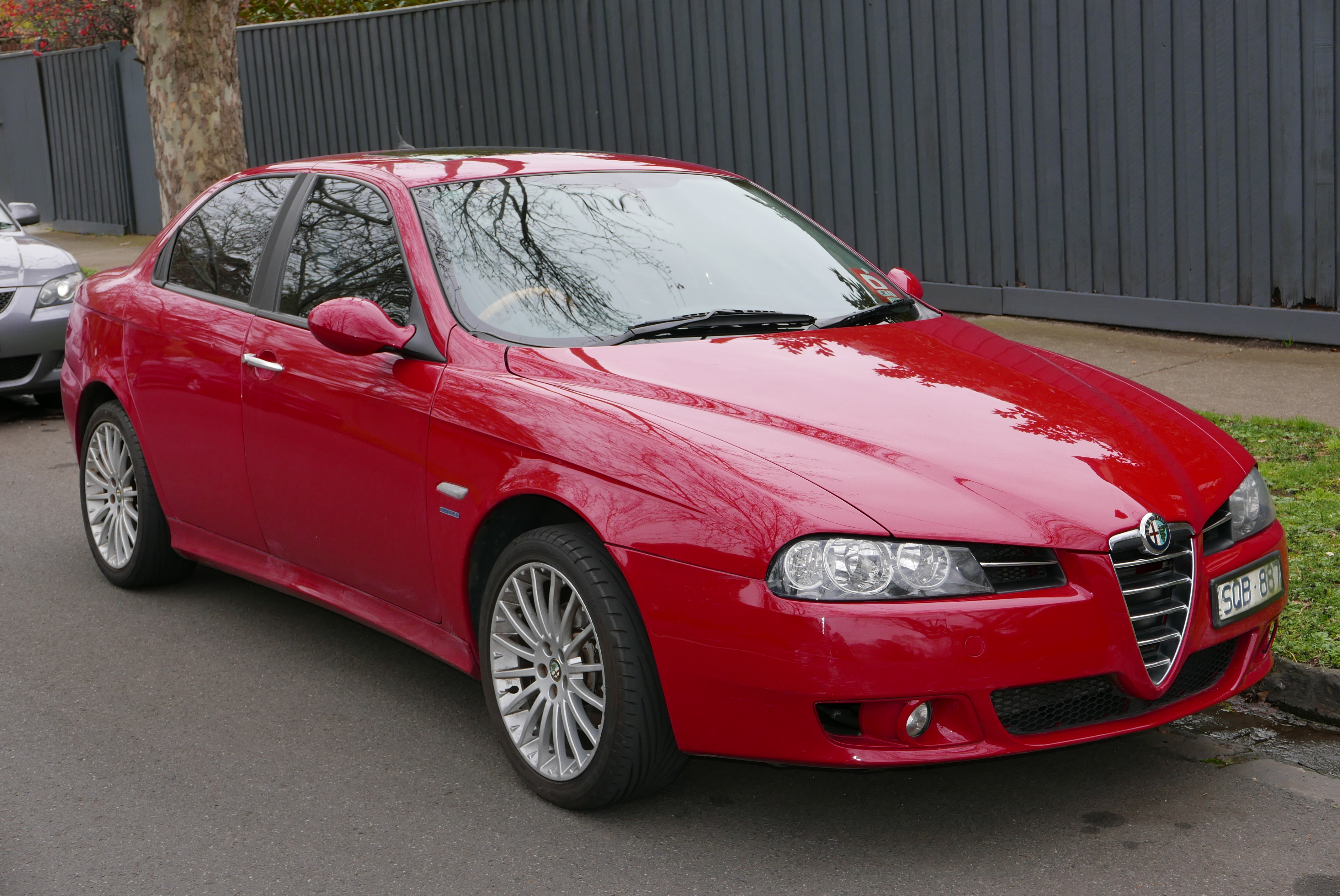
Alfa Romeo 156 (2003–2005)
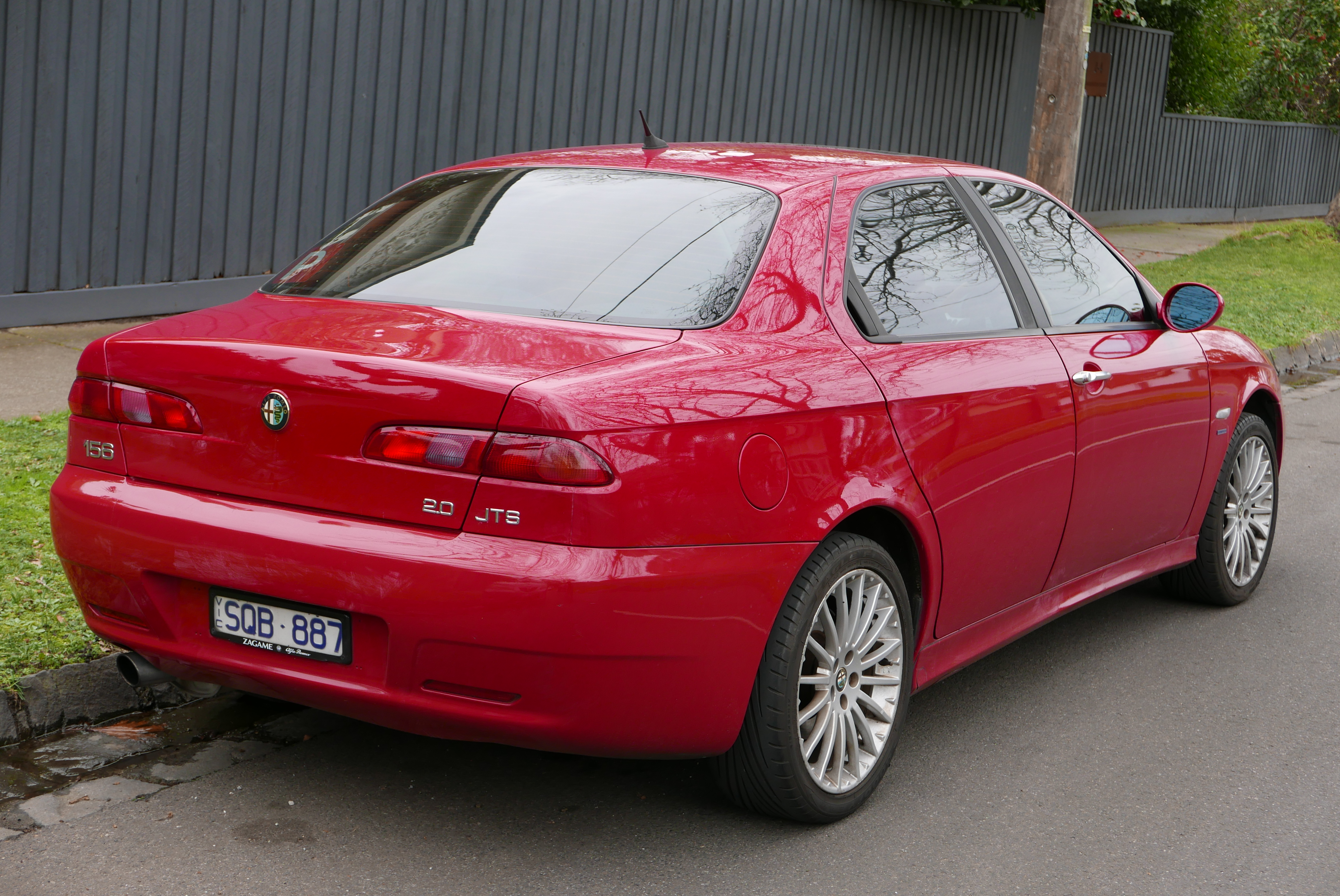
Alfa Romeo 156 (2003–2005)
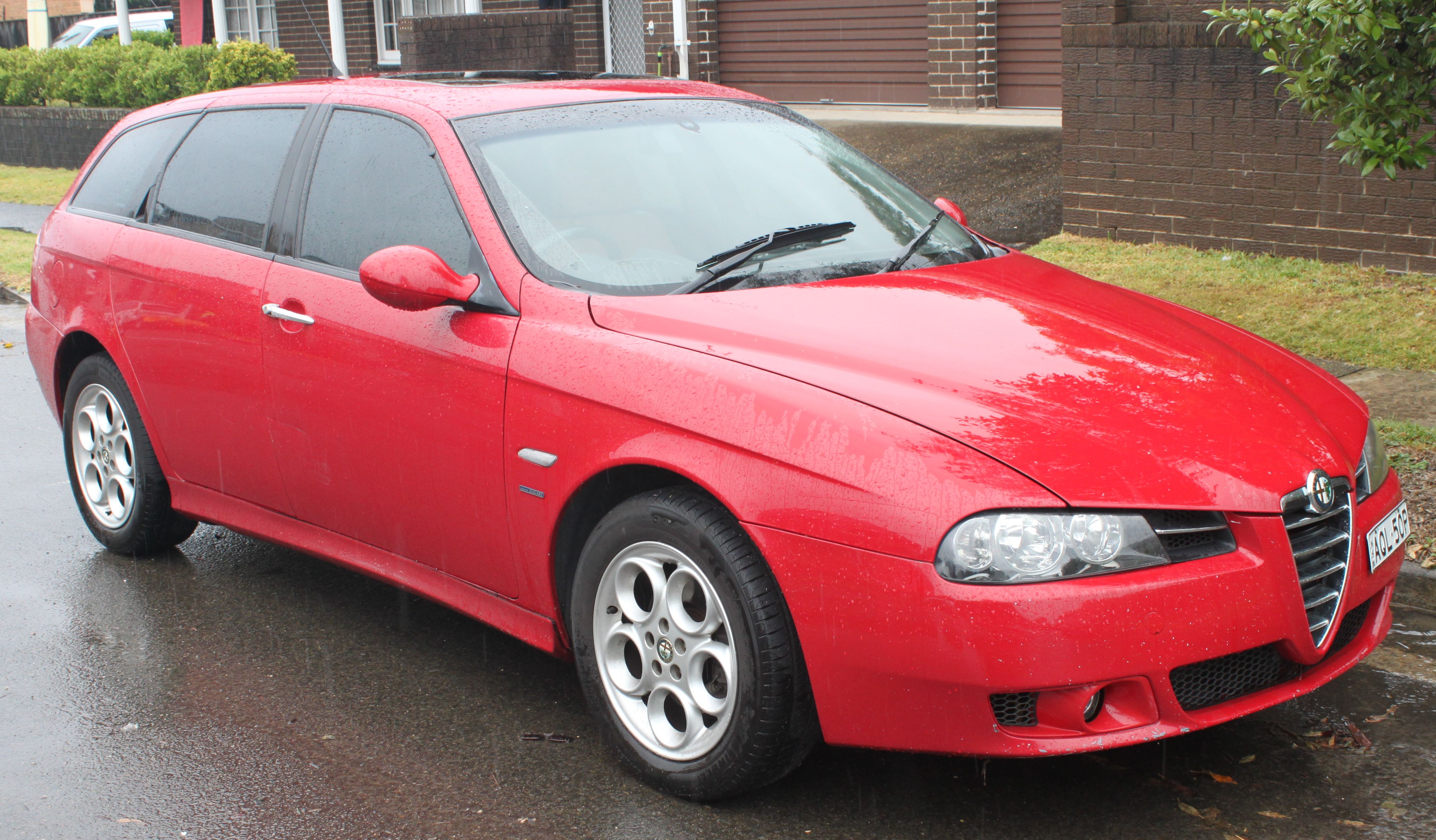
Alfa Romeo 156 Sportwagon (2003–2005)
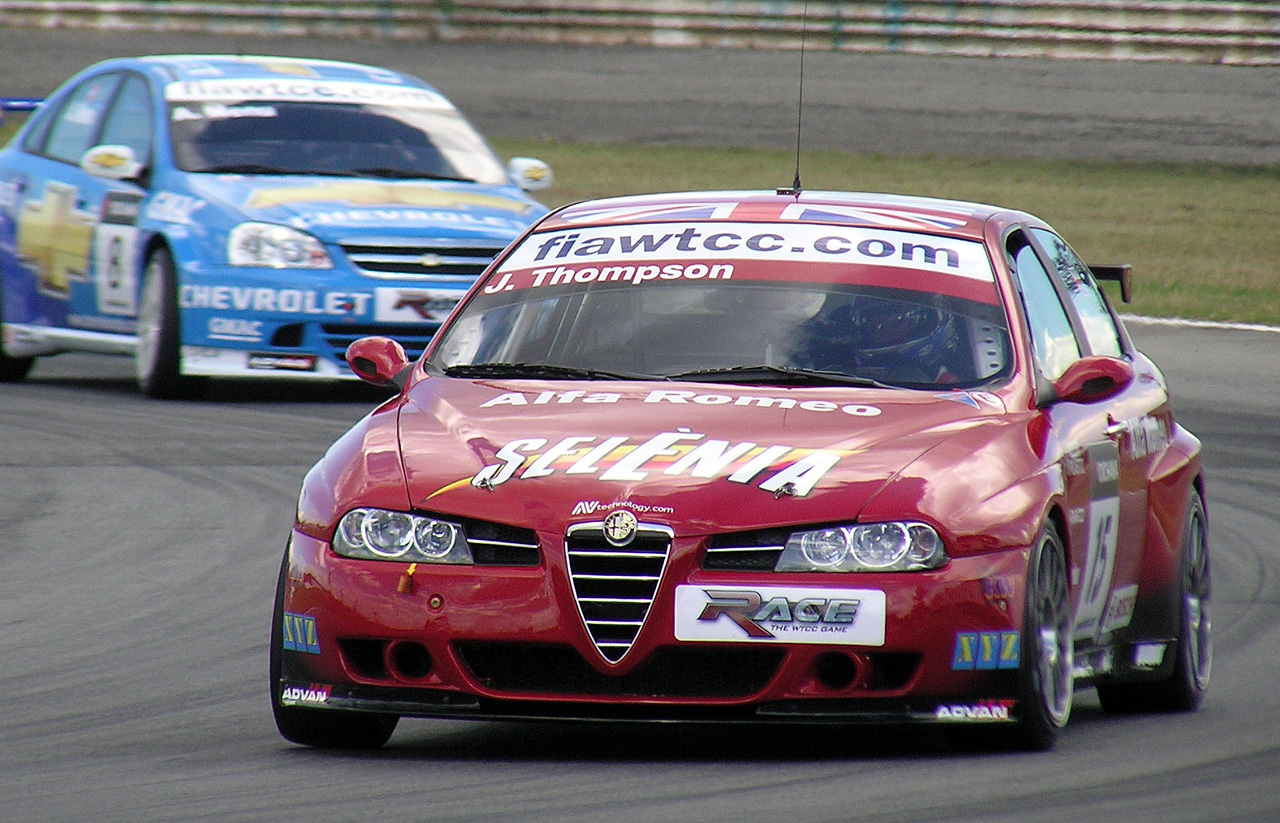
Alfa Romeo 156 в Чемпіонаті світу з турінгу
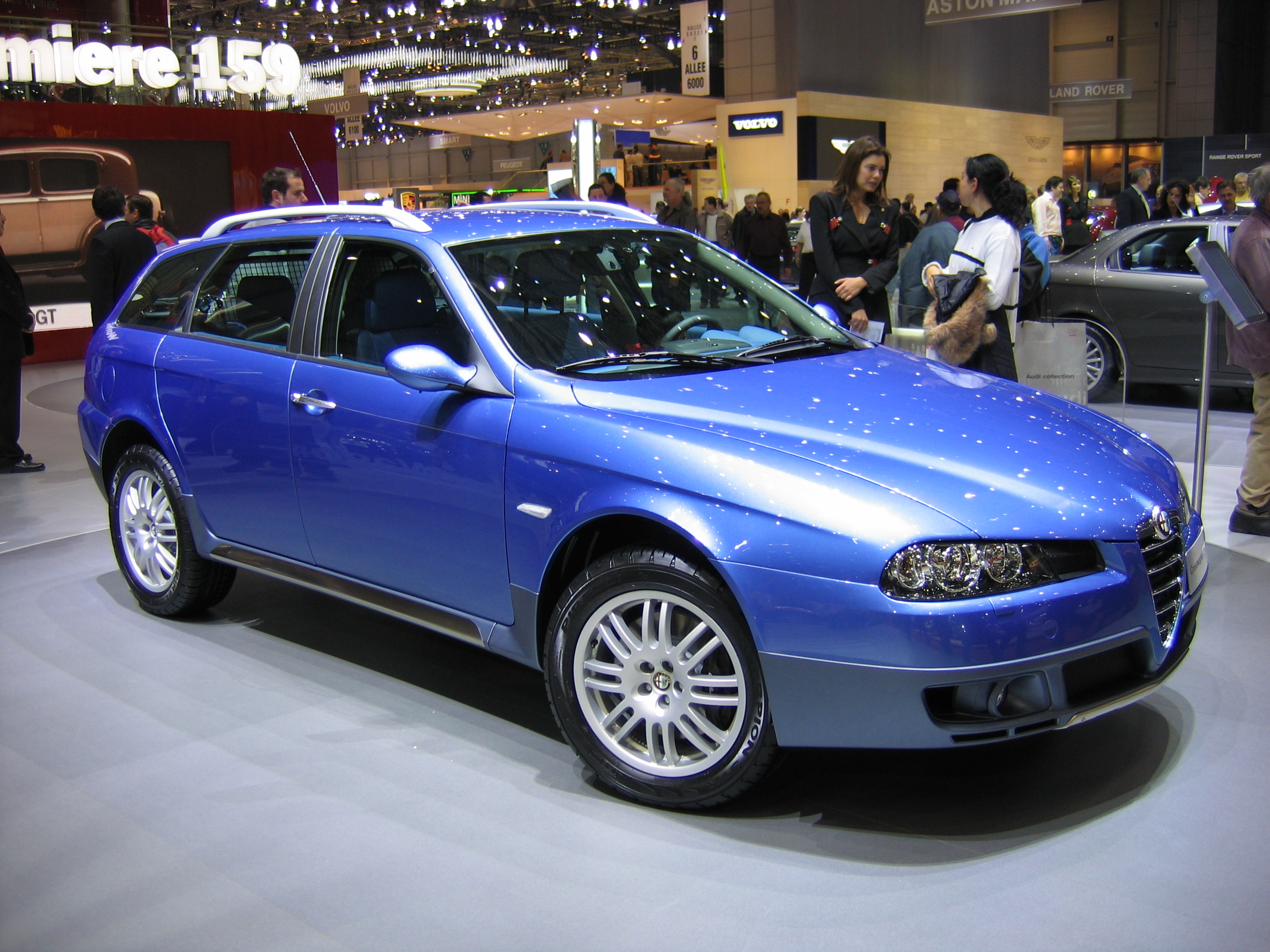
Alfa Romeo Crosswagon Q4 (2004–2007)

## Модифікації
- Alfa Romeo 156 1.6 16V TS Impression
- Alfa Romeo 156 1.8 16V TS Progression
- Alfa Romeo 156 2.0 16V JTS Progression
- Alfa Romeo 156 2.5 V6 24V Dustinctive
- Alfa Romeo 156 GTA
- Alfa Romeo 156 1.9 JTD 8V Impression
- Alfa Romeo 156 1.9 JTD 16V Multijet Impression
- Alfa Romeo 156 2.4 JTD 20V Multijet Progression
- Alfa Romeo 156 SW 1.6 16V TS Impression
- Alfa Romeo 156 SW 1.8 16V TS Progression
- Alfa Romeo 156 SW 2.0 16V JTS Progression
- Alfa Romeo 156 SW 2.5 V6 24V Dustinctive
- Alfa Romeo 156 SW GTA
- Alfa Romeo 156 SW 1.9 JTD 8V Impression
- Alfa Romeo 156 SW 1.9 JTD 16V Multijet Impression
- Alfa Romeo 156 SW Q4 1.9 JTD 16V Multijet Progression
- Alfa Romeo 156 SW 2.4 JTD 20V Multijet Progression
- Alfa Romeo Crosswagon Q4 1.9 JTD 16V Multijet Progression

## Двигуни
Бензинові:
- 1.6 L Twin Spark I4 120 к.с.
- 1.8 L Twin Spark I4 140/144 к.с.
- 2.0 L Twin Spark I4 150/155 к.с.
- 2.0 L JTS I4 166 к.с.
- 2.5 L Alfa Romeo V6 Busso 190/192 к.с.
- 3.2 L Alfa Romeo V6 Busso 250 к.с. (GTA)

Дизельні:
- 1.9 L 8V JTD turbo I4 105-116 к.с.
- 1.9 L 16V JTD M-Jet turbo I4 140-150 к.с.
- 2.4 L 10V JTD turbo I5 136-150 к.с.
- 2.4 L 20V JTD M-Jet turbo I5 175 к.с.